# Provinces de la Nouvelle-Calédonie
La Nouvelle-Calédonie est découpée en trois collectivités, appelées provinces : la Province Sud, la Province Nord et la Province des îles Loyauté. Sur le plan légal, ces provinces sont à la fois des subdivisions administratives de la Nouvelle-Calédonie et des collectivités territoriales de la République française avec une administration propre. Chaque province dispose d'une assemblée de province élue qui détient le pouvoir législatif et d'un président qui détient le pouvoir exécutif. Statutairement, elles exercent toutes les compétences qui ne relèvent ni de l'État ni de la Nouvelle-Calédonie. Le président de chaque province a également un pouvoir de contrôle sur le Congrès de la Nouvelle-Calédonie, il peut demander une deuxième lecture de toute loi votée ainsi que saisir le Conseil constitutionnel de la République française. Chaque province regroupe plusieurs communes. On dénombre trente-trois communes actuellement.

## Création
La Nouvelle-Calédonie a été pour la première fois divisée en plusieurs subdivisions administratives internes par le statut Fabius-Pisani mis en place par la loi du 23 août 1985 : ce sont les régions Sud, Centre, Nord et Îles. Elles sont remplacées, sous le statut Pons II mis en place en janvier 1988, par quatre nouvelles régions : Sud, Ouest, Est et Îles. 
Mais les provinces actuelles (la Province des Îles Loyauté, la Province Nord et la Province Sud) ne sont créées qu'à la suite des Accords de Matignon de 1988, par la loi no 88-1028 du 9 novembre 1988 portant dispositions statutaires et préparatoires à l'autodétermination de la Nouvelle-Calédonie en 1998 (Art. 6), et sont maintenues, après l'Accord de Nouméa, par la loi no 99-209 organique relative à la Nouvelle-Calédonie (Titre IV). Elles ont le statut de « Collectivités territoriales de la République ».

## Composition

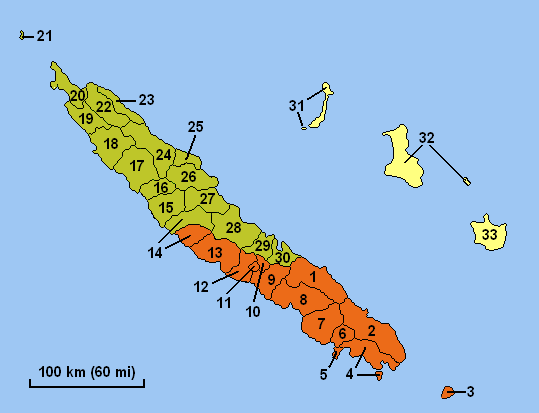
Carte des subdivisions administratives de la Nouvelle-Calédonie

Les provinces sont :
| Emblème | Nom                       | Chef-lieu  | Population (2019) | Superficie  | Densité        | Nb. de communes |
| ------- | ------------------------- | ---------- | ----------------- | ----------- | -------------- | --------------- |
|         | Province des îles Loyauté | Wé (Lifou) | 18 353 hab.       | 1 980,9 km2 | 9,26 hab./km²  | 3               |
|         | Province Nord             | Koné       | 49 910 hab.       | 9 582,6 km2 | 5,21 hab./km²  | 16,5            |
|         | Province Sud              | Nouméa     | 203 144 hab.      | 7 303 km2   | 27,82 hab./km² | 13,5            |

## Compétences
L'article 20 de la loi organique de 1999 précise que : « Chaque province est compétente dans toutes les matières qui ne sont pas dévolues à l'État ou à la Nouvelle-Calédonie par la présente loi, ou aux communes par la législation applicable en Nouvelle-Calédonie ». Elles sont au centre du dispositif institutionnel à la suite de la signature des Accords de Matignon en 1988, l'article 2 du texte déclarant clairement : « l’administration et le développement du Territoire fédéral de la Nouvelle –Calédonie sont organisés dans le cadre des trois provinces », tandis que l'accord complémentaire d'Oudinot assure que « les provinces reçoivent une compétence de droit commun afin de les mettre en mesure d’être l’élément moteur de la nouvelle organisation du Territoire ». La création d'un réel échelon intermédiaire entre elles et l'État à la suite de l'Accord de Nouméa de 1998 et la loi organique de 1999, la Nouvelle-Calédonie, limite toutefois leur importance même si elles disposent toujours d'un champ d'action particulièrement vaste et important.  
Les compétences provinciales incluent, par domaines d'action :
- économie et agriculture : chaque province se dote généralement pour le développement économique d'un bras financier sous la forme d'une société de développement et d'investissement qu'elle gère entièrement (Société de Développement et d'Investissement des Îles Loyauté SODIL aux Îles[6], Société de financement et d’investissement de la Province Nord SOFINOR dans le Nord[7] et PromoSud au Sud[8]) : 
  - aides financières ou, pour le développement rural, aides en nature (fourniture de plants ou d'animaux) pour les projets de création et d'investissement des entreprises,
  - capital-investissement par participation financière dans certains projets de développement économique afin d'aider la société considérée à se constituer des capitaux propres ainsi que dans le but d'assurer des retombées financières pour la collectivité des grands projets industriels (usine du Sud, usine du Nord),
  - permis de recherche (et donc d'exploitation) sur les massifs miniers,
  - politique de développement touristique,
  - mise en valeur (touristique, agricole ou autre) du domaine provincial.
- enseignement[9] :
  - construction, équipement et entretien des collèges,
  - gestion administrative des instituteurs et professeurs des écoles,
  - gestion de la carte scolaire,
  - gestion des internats,
  - adaptation des programmes aux « réalités culturelles et linguistiques » (pour l'histoire, la géographie, l'éducation civique, les arts plastiques, l'éducation musicale et l'enseignement des langues kanak, notamment),
  - attribution d'allocations scolaires, bourses et aides aux études primaires, secondaires, techniques et supérieures.
- culture :
  - organisation de manifestations culturelles,
  - aide, initiation et promotion de l'enseignement artistique,
  - identification, protection, conservation et promotion du patrimoine historique et culturel, et gestion et entretien des bâtiments historiques appartenant à la province,
  - aides financières et subventions aux organismes publics, associations, artistes et propriétaires de monuments classés.
- jeunesse, sports et loisirs :
  - construction, entretien et gestion administrative du personnel des installations sportives développées sur le domaine provincial (stades, pistes cyclables, bases nautiques et autres infrastructures sportives),
  - aides et subventions aux associations sportives, clubs, ligues et associations jeunesse organisatrices de centres de vacances et de loisirs,
  - aides à la formation des animateurs,
  - attribue l'autorisation de constituer un centre de vacances ou de loisirs,
  - organisation d'animations récréatives de proximité pendant les périodes de vacances scolaires.
- santé et action sociale : 
  - logement social : établit le programme de construction, les conditions et règles d'accès à l'habitat social, participe à son financement, à la décision de la délégation de service public pour la construction et la gestion des logements avec les communes, lutte contre l'habitat précaire, insalubre et les « squats »,
  - aides sociales : aux personnes âgées, handicapées, aux familles (allocations pré et post-natales, allocations aux parents d'enfants handicapés, aide sociale à l'enfance), au logement, à l'emploi et à la formation,
  - insertion : création et gestion des chantiers d'insertion, programmes d'insertion des jeunes en difficultés ou sans emploi,
  - santé : installation et gestion de centres médico-sociaux, prise en charge des personnes en difficulté (aide médicale qui leur permet d'accéder aux soutiens, adaptation des infrastructures aux personnes âgées et handicapées) et des difficultés internes aux familles (relations parents-enfants, violences conjugales),
  - soutien technique et financier, aides et subventions aux structures et associations pour la petite enfance, les personnes âgées, les personnes handicapées, l'hébergement et la réinsertion sociale.
- environnement :
  - création, mise en valeur (notamment par des sentiers de randonnées), gestion et entretien de parcs et réserves terrestres et maritimes sur son domaine,
  - gestion et aménagement de la ressource en eau,
  - aides financières à la pêche et l'aquaculture,
  - attribution des permis d'Installation classée pour la protection de l'environnement (ICPE) et contrôle ces installations (usines, déchèteries, exploitations agricoles ou aquacoles).
- domaine public maritime : propriétaire, gestionnaire et chargé de la préservation et de la valorisation du :
  - littoral : zone des cinquante pas géométriques (bande littorale de 80 m) et espaces gagnés sur la mer, sauf « emprises affectées » avant la publication de la loi organique de 1999 à l'État et les propriétés privées ou coutumières,
  - sol et sous-sol des eaux intérieures et territoriales, à l'exception de ceux du plan d'eau du port autonome qui appartient au domaine maritime de la Nouvelle-Calédonie au même titre que les îles non incluses dans le domaine terrestre provincial.
- infrastructures :
  - urbanisme : octroi de permis de construire et d'autorisations de lotissement et de division, établissement des règles de construction notamment pour les établissements recevant du public,
  - transports : gestion, construction et entretien du réseau routier provincial, gestion des réseaux de transports en commun intercommunaux (réseau interurbain CarSud dans l'agglomération du Grand Nouméa, essentiellement du transport scolaire dans les autres provinces, jusqu'en 2019). Pour ce qui est de la Province Sud, depuis 2010, la compétence des transports en commun urbains est gérée conjointement avec les quatre communes du Grand Nouméa à l'intérieur du Syndicat mixte des transports urbains (SMTU), le réseau commun ainsi constitué prenant le nom, à partir du 1er septembre 2019, de Tanéo.

## Administration et politique

### Assemblée de province
Chaque province est dirigée par une Assemblée dont les membres (14 pour les Îles Loyauté, 22 pour la province Nord et 40 pour la province Sud) sont élus pour cinq ans à la proportionnelle de liste à un seul tour de scrutin et selon la règle de la plus forte moyenne, chaque formation devant rassembler au minimum 5 % des inscrits de la province pour pouvoir obtenir au moins un siège. Une proportion de chacune des trois assemblées est également choisie pour constituer le Congrès de la Nouvelle-Calédonie (7 des Îles Loyauté, 15 du Nord et 32 du Sud). La fonction de conseiller provincial est incompatible avec celles de membre du Gouvernement, du Sénat coutumier, du Conseil économique et social et en règle générale d'une assemblée délibérante d'une autre collectivité territoriale de la République (élu d'une autre assemblée de Province, d'une assemblée territoriale d'une collectivité d'outre-mer, d'un conseil général, d'un conseil régional ou du conseil de Paris). 
L'Assemblée de Province élit en son sein un président et trois vice-présidents pour la totalité de la mandature, le vendredi suivant le scrutin de l'élection provinciale le jour de la séance d'installation de l'institution présidée par son doyen d'âge assisté des deux benjamins, sauf si le quorum de trois cinquièmes de ses membres n'est pas réuni à cette occasion. Si la majorité absolue est nécessaire pour obtenir un vainqueur aux deux premiers tours, la majorité simple suffit au troisième tour. En cas d'égalité des voix au troisième tour, le plus âgé des candidats l'emporte.  
Ses membres se répartissent ensuite entre huit (aux Îles Loyauté et au Nord) et quatorze (au Sud) commissions spécialisées dans ses différents domaines de compétence. 
Elle se réunit au moins 1 fois tous les deux mois (art 162 de la loi organique) sur convocation de son président, et chaque fois que celui-ci le juge utile, sauf si en même temps a lieu une séance du Congrès. Le Haut-commissaire, son Commissaire délégué dans la Province ou le tiers des conseillers provinciaux peuvent demander une convocation extraordinaire de l'Assemblée, forçant le président à la réunir dans un délai de quinze jours sauf si le Haut-commissaire ou le Commissaire délégué décide de raccourcir ce délai pour raison d'urgences. Et si le président ne s'est pas exécuté dans ce laps de temps, le représentant de l'État convoque lui-même l'assemblée. Le quorum nécessaire à l'ouverture d'une séance est fixé à la moitié au moins des membres de l'assemblée provinciale. Les séances sont publiques, sauf décision contraire des membres de l'assemblée à la majorité absolue des votants, se font en présence du Haut-commissaire ou de son représentant qui y ont un droit de parole et ont lieu à l'Hôtel de Province situé au chef-lieu de la collectivité.   
L'assemblée légifère dans les champs de compétence de la Province en votant le budget et les projets de délibérations préparés par son président, l'approbation des comptes et son règlement intérieur. Elle peut déléguer une partie de ses prérogatives (sauf le vote du budget, des comptes et du règlement intérieur) à son bureau. En contrepartie, elle contrôle les activités de ce dernier et de l'administration provinciale par le biais de rapports réguliers que le président doit leur rendre notamment le projet annuel d'arrêté des comptes de l'exercice budgétaire de l'année écoulée chaque 1er septembre, sur les activités des services administratifs et des participations financières aux capitaux de certaines sociétés ou sur les activités des entreprises déléguées de l'exercice d'un service public.

### Président de province
Étant l'exécutif de la Province, le président dispose de compétences particulières :
- président du bureau (qui, outre lui-même, comprend les trois vice-présidents) et des séances de l'Assemblée qu'il convoque et dont il fixe l'ordre du jour, il y joue aussi un rôle de police en y faisant assurer l'ordre,
- législateur : prépare les projets de délibération, participe aux débats et aux votes de l'assemblée dont il reste un membre à part entière et, en cas d'égalité lors d'un scrutin, sa voix est prépondérante et tranche en faveur ou contre le texte,
- exécutant : exécute les délibérations une fois votées et assure la publication au journal officiel de la Nouvelle-Calédonie des actes de la Province,
- trésorier de la collectivité : il est l'ordonnateur des dépenses, prescrit l'exécution des recettes et prépare le budget (et participe donc à son vote),
- chef de l'administration provinciale : il nomme ainsi à tous les emplois dépendant de la collectivité, tout en pouvant déléguer sa signature à un certain nombre d'agents de la Province (le secrétaire général, les chefs de service concernés, personnels de grade équivalent mis à sa disposition),
- représentant de la collectivité et de l'institution : il gère son domaine public (et négocie ainsi les contrats de vente ou d'achat, délivre les permis et les délégations de service public liés à sa mise en valeur), la représente en justice, auprès des autres institutions, du grand public et à l'étranger,
- contrôle du Congrès : chaque président de province peut, dans un délai de 15 jours après qu'une loi de pays a été votée par le Congrès, demander qu'elle soit réexaminée par l'assemblée territoriale. Si le deuxième choix de cette dernière ne lui paraît toujours pas satisfaisant, il peut saisir le Conseil constitutionnel dans les 10 jours suivants.

Il peut déléguer tout ou partie de ses prérogatives à ses vice-présidents. Ceux-ci, en cas d'absence, le remplacent (dans l'ordre de préséance établi au moment de l'élection du bureau) pour présider aux débats de l'assemblée. En cas de démission, de décès ou d'incapacité, l'assemblée doit lui élire un successeur dans un délai d'un mois au cours duquel les vice-présidents, ou à défaut le doyen d'âge, assurent l'intérim. 
Les présidents successifs des assemblées de Province depuis 1989 ont été :
- Îles Loyauté : 
  - 16 juin 1989 - 9 juillet 1995 : Richard Kaloï (FLNKS-UC)
  - 14 juillet 1995 - 9 mai 1999 : Nidoïsh Naisseline (LKS)
  - 14 juin 1999 - 25 juin 2000 / 30 juin 2000[13] - 9 mai 2004 : Robert Xowie (FLNKS-UC, maire de Lifou 1995 - 2001 et 2014 - )
  - 14 mai 2004 - 10 mai 2009 / 15 mai 2009 - 11 mai 2014 / 16 mai 2014 - 12 mai 2019 : Néko Hnepeune (FLNKS-UC, maire de Lifou 2001 - 2014)
  - 17 mai 2019 - : Jacques Lalié (FLNKS-UC-UC Renouveau, conseiller municipal de Lifou 1995 - 2020)
- Province Nord :
  - 16 juin 1989 - 9 juillet 1995 / 14 juillet 1995 - 9 mai 1999 : Léopold Jorédié (FLNKS-UC puis FCCI à partir de 1998, maire de Canala 1989 - 1995)
  - 14 juin 1999 - 9 mai 2004 / 14 mai 2004 - 11 mai 2014 / 16 mai 2014 - 12 mai 2019 / 19 mai 2019 - : Paul Néaoutyine (FLNKS-UNI-Palika, maire de Poindimié 1989 - )
- Province Sud :
  - 16 juin 1989 - 9 juillet 1995 / 14 juillet 1995 - 9 mai 1999 / 14 juin 1999 - 9 mai 2004 : Jacques Lafleur (RPCR, député 1978 - 2007)
  - 14 mai 2004 - 10 mai 2009 : Philippe Gomès (L'Avenir ensemble puis Calédonie ensemble à partir de 2008, maire de La Foa 1989 - 2008)
  - 15 mai 2009 - 20 septembre 2012 : Pierre Frogier (Rassemblement-UMP, député 1996 - 2011 puis sénateur 2011 - )
  - 20 septembre 2012 - 11 mai 2014 : Cynthia Ligeard (Rassemblement-UMP)
  - 16 mai 2014 - 12 mai 2019 : Philippe Michel (Calédonie ensemble)
  - 17 mai 2019 - : Sonia Backès (L'Avenir en confiance puis Union loyaliste-Les Républicains calédoniens, conseillère municipale de Nouméa 2014 - 2020, secrétaire d'État à la Citoyenneté 2022- )

### Tendances politiques
La provincialisation s'est faite en 1989 dans l'optique d'une partition politique de la Nouvelle-Calédonie : 
- la Province des îles Loyauté est très largement dominée par les indépendantistes du FLNKS, avec une opposition traditionnelle entre l'Union calédonienne, généralement majoritaire, et le Palika, qui bien qu'adversaire de l'UC lors des élections s'allie à elle généralement à l'assemblée. L'UC a pratiquement toujours détenu la présidence de province, sauf de 1995 à 1999, ainsi que la mairie de Lifou depuis 1983, à l'exception d'une courte période de 1993 à 1995. Ce parti détient également la mairie d'Ouvéa de 1989 à 2001, de 2008 à 2014 et depuis 2020, en alternance avec le Palika qui contrôle pour sa part la commune de 2001 à 2008 et de 2014 à 2020. Il s'agit également de la terre d'implantation du petit parti indépendantiste non-FLNKS Libération kanak socialiste (LKS) de Nidoïsh Naisseline, défunt grand-chef de Guahma sur l'île de Maré, dont il détient la mairie pratiquement sans discontinuer jusqu'en 2014, entrecoupé par trois magistratures de l'UC (de 1995 à 2001 et depuis 2014). Depuis sa création en 2007, le Parti travailliste de Louis Kotra Uregei, syndicaliste et indépendantiste radical originaire de Tiga, réalise de bons scores électoraux, quoique légèrement en baisse en 2014 et 2019. Les anti-indépendantistes, qui se maintenaient généralement à deux élus sur quatorze à l'Assemblée de province grâce notamment à une certaine implantation sur l'île d'Ouvéa (terre natale de l'ancien sénateur RPR puis UMP Simon Loueckhote) ou à Lifou (île d'origine d'un autre ancien sénateur RPR, Dick Ukeiwé, ou de l'ancien maire de 1971 à 1983 Robert Paouta Naxué), n'ont plus depuis les élections provinciales de 2009 aucun conseiller provincial. Le camp loyaliste ne conserve d'ailleurs que deux élus municipaux aux Îles : un du LMD (parti de Simon Loueckhote fondé en 2008) puis des Républicains calédoniens à Ouvéa depuis 2008 (Simon Loueckhote, déjà conseiller municipal de 1983 à 2008, a retrouvé son siège en 2014), un de Calédonie ensemble à Lifou depuis 2014 (Jean-Éric Naxué, fils de Robert Paouta Naxué).
- la Province Nord est majoritairement indépendantiste, avec une opposition ici frontale au sein du FLNKS entre l'UNI (qui regroupe le Palika et l'UPM) de Paul Néaoutyine (président de la Province depuis 1999) et l'Union calédonienne qui a détenu la présidence provinciale de 1989 à 1998. La présence anti-indépendantiste, qui a oscillé entre 1989 et 2004 et depuis 2014 entre 3 et 5 membres à l'Assemblée, est réduite, du fait de sa division, à la suite des élections provinciales de 2009 à deux élus seulement : une Rassemblement-UMP et un ex-Rassemblement rallié à Calédonie ensemble. Les deux listes non-indépendantistes, après l'échec d'une tentative de liste unique, candidates aux élections provinciales de 2014 ont permis de revenir à un poids plus important avec quatre élus dont trois de Calédonie ensemble et un du Rassemblement-UMP. Divisées à nouveau en deux listes aux élections provinciales de 2019, ils retombent à trois élus issus de la liste d'union Agissons pour le Nord (dont deux pour Le Rassemblement et un du petit parti Tous Calédoniens). Les loyalistes représentent entre un cinquième et un quart de l'électorat de la Province et sont surtout implantés sur la côte Ouest où sont situées trois des quatre communes dirigées par un maire anti-indépendantiste : Koumac (depuis toujours un fief non-indépendantiste, avec un maire proche de L'Avenir ensemble puis membre de Tous Calédoniens depuis 2004), Pouembout (jusqu'en 1995 et depuis 2008 avec un maire Avenir ensemble puis Calédonie ensemble) et Poya (jusqu'en 1983, de 2001 à 2008 et de 2014 à 2020 avec une maire Calédonie ensemble). Le Rassemblement a également conquis sur le Palika la petite commune minière de Kouaoua sur la côte Est en 2014.
- la Province Sud est majoritairement anti-indépendantiste, les partisans de la séparation avec la France n'ayant plus eu de représentant au sein de son assemblée provinciale entre 2004 et 2009, et n'a regagné à cette dernière date que 4 sièges sur 40, puis 7 élus en 2014 à la faveur d'une liste réunissant l'ensemble des formations nationalistes et de gauche et de nouveau 7 en 2019 pour une liste FLNKS. Sur les 13 communes de la Province (en ne comptant pas Poya), seules Yaté (depuis toujours), Thio (jusqu'en 2004 et depuis 2014), l'Île des Pins (de 1983 à 1989 puis de 2014 à 2015), Moindou (de 2001 à 2008) et Sarraméa (jusqu'en 2014 et depuis 2020) ont ou ont eu un maire indépendantiste. Dominée de 1989 à 2004 par le RPCR (ensuite appelé Rassemblement-UMP puis aujourd'hui Rassemblement-LR) de Jacques Lafleur, ce dernier s'est fait battre en 2004 par une nouvelle formation baptisée L'Avenir ensemble rassemblant des dissidents de plus ou moins longue date du Rassemblement critiquant sa gestion et l'accusant d'être trop autoritaire. Les élections provinciales de 2009 ont été marquées par l'éclatement du camp loyaliste, avec six listes représentant cette tendance sur les onze qui étaient en course et quatre d'entre elles passant la barre des 5 % permettant d'obtenir des conseillers provinciaux. Aucun parti n'a de majorité, même si le Rassemblement-UMP, désormais dirigé par Pierre Frogier, est arrivé en tête et obtient le contrôle de l'institution. Aux élections provinciales de 2014, une recomposition du camp non-indépendantiste aboutit à l'apparition de trois grands blocs : Calédonie ensemble (dissidence de L'Avenir ensemble créée en 2008) du nouveau député Philippe Gomès qui arrive en tête mais sans majorité absolue ; le Front pour l'unité (FPU) réunissant le Rassemblement-UMP de Pierre Frogier, L'Avenir ensemble d'Harold Martin et le LMD de Simon Loueckhote ; et l'Union pour la Calédonie dans la France (UCF) fédérant le Mouvement populaire calédonien (MPC, fondé en 2013 par des dissidents du Rassemblement-UMP autour de l'ancien député Gaël Yanno), le Rassemblement pour la Calédonie (RPC, créé en 2006 par des dissidents du Rassemblement-UMP fidèles à Jacques Lafleur et dirigés, depuis le décès de ce dernier en 2010, par sa fille Isabelle Lafleur) et le Mouvement républicain calédonien (MRC, créé en 2011 par des dissidents du Rassemblement-UMP favorables à un drapeau commun, sous la conduite du conseil municipal de Nouméa Philippe Blaise). Cette famille politique reste par la suite très éclatée, avec en 2019 deux grandes listes qui s'opposent : L'Avenir en confiance, qui regroupe pratiquement toutes les forces non-indépendantistes à l'exception de Calédonie ensemble, emmené par Sonia Backès et qui manque la majorité absolue à l'Assemblée provinciale à une voix prêt ; et Calédonie ensemble, qui subit alors une assez nette baisse électorale. Ce scrutin est alors marqué par la poussée d'un nouveau parti politique ethnique voulant représenter la communauté des Wallisiens et Futuniens de Nouvelle-Calédonie, L'Éveil océanien, qui gagne 4 sièges et finit par s'associer à L'Avenir en confiance pour la gestion de la province, mais avec les indépendantistes au Congrès.